# Paleontološki muzej Egidio Feruglio
Muzej paleontologije Egidio Feruglio (MEF, v španščini Museo Paleontológico Egidio Feruglio) je znanstvenoraziskovalni in razstavni center v mestu Trelew v Patagoniji (Argentina). Njegove stalne in potujoče razstave se osredotočajo na fosilne ostanke živali in rastlin Patagonije, pa tudi na geološke spremembe, ki so vplivale na regijo skozi zgodovino. Muzej je poimenovan po  Egidiu Ferugliu, rojenemu Italijanu, geologu, ki je večino svoje kariere preživel v Argentini.
MEF je tudi ena glavnih argentinskih znanstvenih ustanov z močnim raziskovalnim programom na področjih, kot so vretenčarji in nevretenčarji, paleontologija, paleobotanika in ihnologija. Ima tudi skupino, ki se osredotoča na rastline v polpuščavskih okoljih.

## Razstava MEF
Stalna razstava MEF je potovanje v naravno preteklost Patagonije. Začne se pred približno 10.000 leti, s prvimi naselji na tem območju. V vsaki sobi so za vsako geološko obdobje, vse do zgodnjega paleozoika, prikazani primerki kopenskih in morskih oblik življenja. Mezozojska dvorana z velikanskimi dinozavri Patagonije je morda najbolj priljubljena atrakcija v muzeju. Potovanje se nadaljuje v mini gledališču s filmom, ki prikazuje evolucijo vesolja nazaj do samega velikega poka.
Razstava ponuja tudi pogled na največji, najsodobnejši laboratorij za priprave, kjer fosile skrbno očistijo in ločijo od okoliške podlage. Obiskovalci so lahko tukaj priča napredku dejanskega dela, opravljenega pri najnovejših ugotovitvah fosilov.
V avditoriju Germán Sopeña je vsak dan prikazan tudi film Skrivnost jure (Mystery of the Jurassic), produkcija BBC, v kateri sodelujejo znanstveniki MEF.
Potujoča razstava z Dinozavri iz Patagonije je obiskala številna mesta v Argentini in v tujini. Nedavna evropska turneja je vključevala Nemčijo, Španijo, Portugalsko in Češko. Posamezne kopije so bile posredovane muzejem v različnih državah.

## Geopark Bryn Gwyn
MEF upravlja tudi geopark Bryn Gwyn, velik naravni geološki rezervat, ki se nahaja 8 km južno od Gaimana in približno 25 km od Trelewa. Park leži na poševnih zemljiščih, ki ločujejo dolino reke Chubut od višje patagonske stepe. Pot prikazuje tipične fosile (resnične in replike) izpred 40 milijonov let.

## Raziskave
MEF je 'pridružena raziskovalna enota' pri Argentinskem nacionalnem raziskovalnem svetu (CONICET), kvalifikacijo pa je doseglo zelo malo lokalnih nevladnih organizacij. Skoraj vsi raziskovalci MEF in podoktorski sodelavci so poklicni znanstveniki, ki delajo pod CONICET.
Raziskovalno območje muzeja vključuje zbirko z več kot 17.000 fosili (od leta 2009), laboratorij za pripravo in opremo za raziskovanj. Ima tudi delavnico za proizvodnjo replik fosilov, ki se uporablja tako v raziskavah kot na razstavah.

## Odprave
Leta 2014 je skupina paleontologov iz muzeja v Patagoniji izkopala ostanke sedmih osebkov titanozavra Patagotitan Mayorum, največjega dinozavra, ki so ga kdaj našli.

## Ozaveščanje in izobraževalni programi
Odsek muzeja vključuje dejavnosti za družine, šole in svetovno skupnost. Nekateri nedavni primeri so:
- Dan odprtih vrat: prost vstop in posebne aktivnosti v enem vikendu v juniju.
- Paleodesafío: na znanju temelječe tekmovanje iz paleontologije, geologije in astronomije za srednje šole v provinci Chubut.
- Raziskovalci v pižami: otroci prenočijo v muzeju, se igrajo, učijo in na koncu spijo z dinozavri na razstavi.
- Café Scientifique: skodelica kave in neuradni pogovor z znanstvenikom.

Znanstveniki MEF obiskujejo tudi šole ali svetujejo učiteljem in študentom pri sorodnih izobraževalnih projektih. Spletno mesto muzeja in omrežje Facebook ponujata turistične informacije, netehnične članke, izobraževalne vire itd.

## Razstava dinozavrov
- Eoraptor
- Herrerasaurus
- Piatnitzkysaurus floresi
- Amargasaurus
- Giganotosaurus
- Epachthosaurus
- Argentinosaurus
- Gasparinisaura
- Carnotaurus
- Titanosaurus
- Abelisaurus
- Tyrannotitan chubutensis
- Titanosauria gigante del Chubut (desde junio de 2014)[3]